# Uliana Lopatkina
Uliana Lopatkina, född 23 oktober 1973 i Kertj, Ukrainska SSR, Sovjetunionen är en rysk ballerina.
Lopatkina avlade examen vid Vaganovas balettakademi i Sankt Petersburg 1991 och anställdes av Mariinskijbaletten samma år. 1995 utnämndes hon till prima ballerina.
Lopatkina har turnerat runt om i världen och dansat i bland annat Europa, USA, Japan och Sydamerika. Hon har dansat flera klassiska roller, däribland Svansjön, La Bayadère, Le Corsaire, Giselle, Springbrunnen i Bachtjisaraj och Raymonda.